# Monestir de Novo Athos
El monestir de Novo Athos o monestir de Simó el Cananeu (en rus: Новоафонский монастырь; en georgià: ახალი ათონის მონასტერი) és un monestir masculí situat al peu del Mont Athos d'Abkhàzia (Geòrgia). Va ser fundat el 1875 pels monjos del monestir rus de Sant Panteleimon de l'Antic Athos (Grècia) (patriarcat de Constantinoble) amb la participació de l'emperador Alexandre III de Rússia. Tancat el 1924, va tornar al culte el 1994. L'11 de febrer del 2011, el govern d'Abkhàzia va transferir el monestir a l'Església ortodoxa abkhaza. Des del 15 de maig de 2011, el monestir presideix la «santa metròpoli sagrada d'Abkhàzia». El monestir ha rebut l'estatus de Monument Cultural destacat de Geòrgia. Al maig de 2019, l'accés de turistes al monestir va ser tancat.

## Història
El lloc per a la construcció del monestir va ser escollit el 1875 en nom dels ancians d'Athos. Aviat els monjos del monestir de Sant Panteleimon de l'Antic Athos van començar la construcció d'un complex monàstic. L'abast del treball era enorme: per desembarassar el lloc, calia tallar una part de la muntanya i treure desenes de milers de tones de terra i roca. La tasca es va complicar pel fet que el lloc del futur monestir era en una elevació significativa i no tenia camins d'accés convenients. Durant la Guerra russoturca (1877-1878), el monestir va ser assolat i saquejat. Anticipant-se a l'atac turc al Caucas, les autoritats russes ja havien evacuat la majoria dels monjos cap al monestir de Gelati.

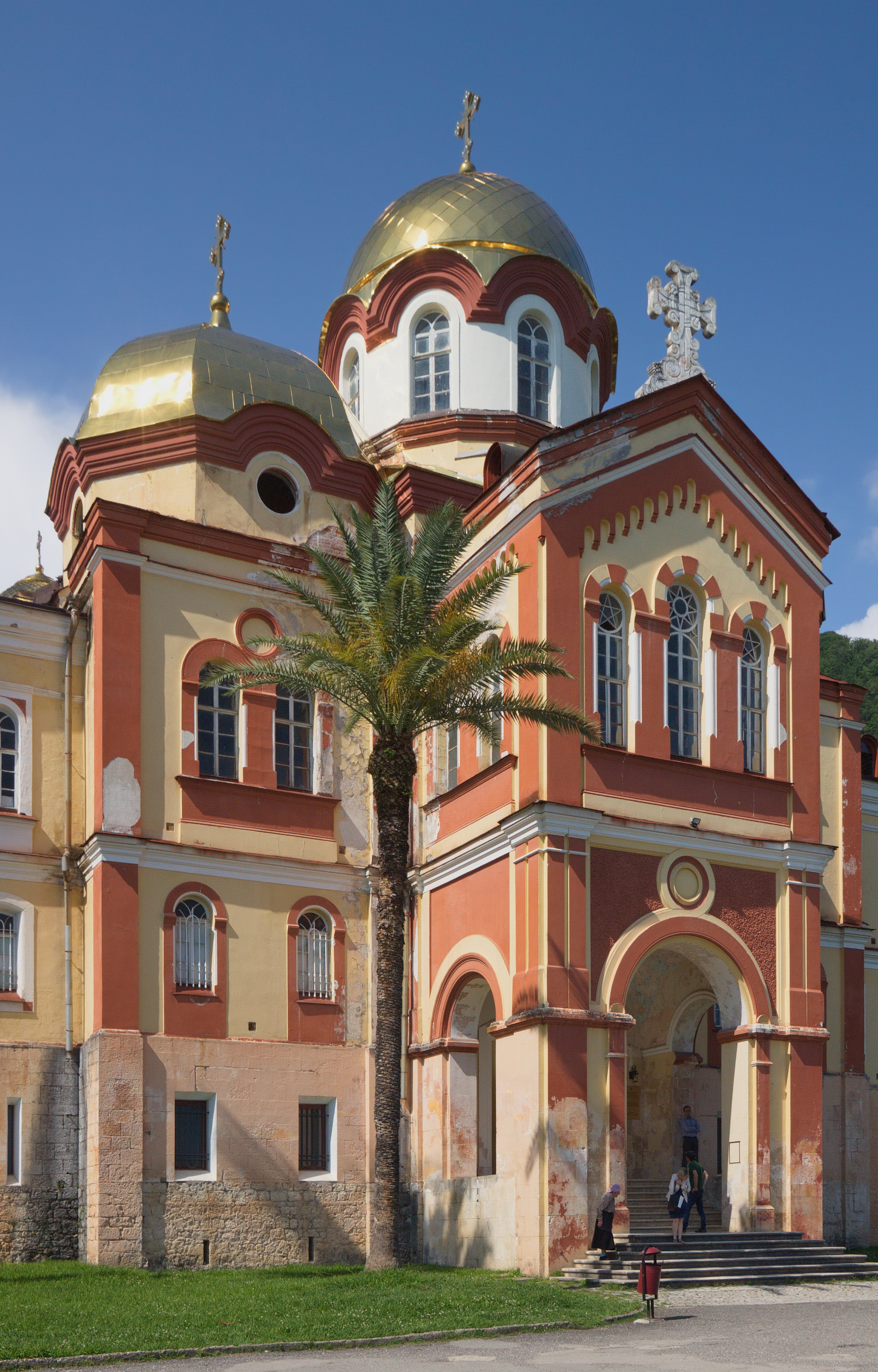
Façana principal

Al 1880, va començar la restauració del monestir, que va durar 20 anys. L'emperador Alexandre III de Rússia va participar en aquesta restauració. En particular, el seu regal són les campanes musicals de la torre més alta (campanar del centre de l'edifici occidental) del monestir. Les donacions per a la construcció es van recollir en el conjunt del monestir de Novo Athos, la construcció del qual va ser finançada en la seva totalitat pel monestir de Sant Panteleimon. La construcció es va completar el 1900. El 28 de setembre de 1900 el monestir es va consagrar.
El monestir es va construir a prop de l'antic temple de l'apòstol Simó el Cananeu, on descansen les seves relíquies sagrades sota terra. No gaire lluny del temple hi ha una cova, on, segons la llegenda, Simó va ser reclòs en oració. L'any 1884, aquesta cova va ser consagrada amb la benedicció de l'aigua, i s'hi va instal·lar la icona dels sants apòstols Andreu i Simó el nom de la qual es diu així des de temps immemorials.
Els monjos no se centraven tan sols en l'esfera religiosa, sinó que també van tractar l'economia de les àrees circumdants. Van aplanar el camí per a la fortalesa d'Anakopia, a l'oest del monestir, i van construir un petit ferrocarril per al transport de fusta des de les muntanyes fins al monestir, i els béns que arriben per vaixell eren transportats per la línia ferroviària.
L'electricitat va ser subministrada per una de les primeres plantes hidroelèctriques desplegades al riu Psyrccha. Els monjos del monestir es dedicaven al cultiu de fruites a gran escala, aportant un desenvolupament a Abkhàzia. A la rodalia del monestir, es van crear terres de conreu, horts i jardins, vinyes i hivernacles, estanys de peixos i diverses fàbriques (molí de farina, serradora, ceràmica, fleca, celler, molí d'oli i nombrosos tallers d'artesania). Al 1915, hi havia 750 monjos al monestir.
Abans de la revolució de 1917, el monestir de Novo Athos era un dels principals centres espirituals del Caucas. Al 1924, les autoritats soviètiques van tancar el monestir per «agitació contrarevolucionària». Durant un temps el monestir va ser abandonat, i utilitzat com a magatzem. En el període del conflicte georgià-abkhaz de 1992-1993, el monestir albergava un hospital militar. Va tornar als creients per al culte el 1994. El 10 de febrer del 2011, el govern d'Abkhàzia va transferir el monestir a l'Església ortodoxa abkhaza per a ús lliure i indefinit.

## Qüestió de primacia
Per l'abril de 2011, el patriarca de Moscou i tota Rússia, Kirill, a petició del cap de l'Església d'Abkhàzia, el sacerdot Vissarion Apliaa, va enviar un nou abat, Hegumen Ephrem (Vinogradov-Lakerbaya) al monestir, cosa que va causar una extrema insatisfacció a l'antic abat, Priest Andrei (Ampara). Aquest últim es va negar a complir aquesta decisió; va acusar el sacerdot Vissarion de «conspirar amb el patriarcat de Moscou, l'objectiu del qual era canviar el poder del monestir de Simó el Cananeu al Nou Athos», i també que el sacerdot Vissarion, «ell sol, secretament del poble cristià d'Abkhàzia, decideix el destí esglésies i monestirs d'Abkhàzia».
A l'assemblea espontània de l'Església nacional a Novo Athos el 4 d'abril, es van prendre aquestes decisions: 
1. Per convocar el 15 de maig de 2011 a l'Assemblea de l'Església i la gent al monestir de Sant ap. Simó el Cananeu a Anakopii-Novo Athos, amb la participació de representants de totes les estructures de l'actual Església ortodoxa d'Abkhàzia, així com representants de totes les branques del govern i una àmplia gamma d'organitzacions públiques, per discutir obertament i prendre decisions apropiades respecte al desenvolupament futur de l'Església ortodoxa d'Abkhàzia.
2. Invitar l'Assemblea de l'Església i de la gent a això: el clericat abkhaz situat a l'estranger, a saber: Hieromonk Dorotheus (Dbar), l'Hierodeacon David (Sarsània) i el novici León (Adzhindzhala).
3. Encomanar la preparació de l'Assemblea Nacional de l'Església a Hieromonk Andrew (Ampara), juntament amb els monàstics i el personal del monestir del Sant. ap. Simó el Cananeu a Anakopii-Novo Athos.[12]

Hieromonk Andrew (Ampara), per desobediència, va decidir processar al patriarca Kirill.
Diversos feligresos abkhazos, en una carta oberta de l'11 d'abril de 2011, van sol·licitar al patriarca Kirill que recordés a Hegumen Ephrem (Vinogradov) «no agreujar la situació de conflicte, perquè això podria portar a la complicació de les relacions russoabkhazes».
El 2 d'octubre de 2013, en la presentació del hieromonk Andrew (Ampara), el Consell de la Santa Metròpoli d'Abkhàzia amb David (Sarsània) va rebre els deures del vicari del monestir del Sant Apòstol Simó el Cananeu a Novo Athos. Segons l'agència de notícies abkhaza: «El hierodeacon David (Sarsània), que va regressar del monestir d'Aguia Pavel del Mont Athos, restaurarà la vida espiritual del monestir d'acord amb l'estatut i les tradicions de Svyatogorsk perduts en les últimes dècades».

## Arquitectura

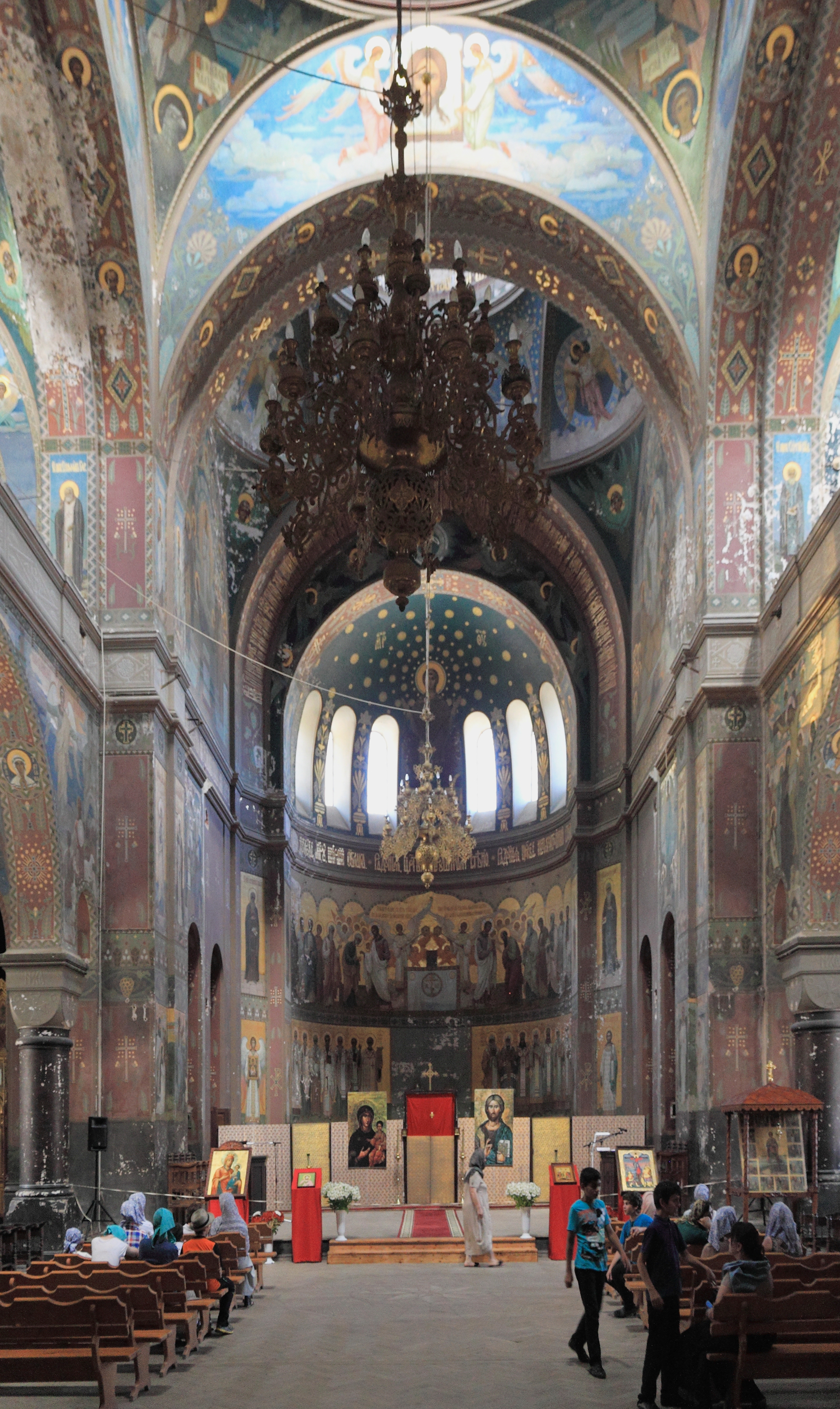
Interior del monestir de Novo Athos

Hi ha sis temples al complex del monestir: el «Temple de la Porta, l'Ascensió del Senyor, l'església de Sant Andreu, el temple en honor dels Sants pares d'Athos, el temple amb el nom del màrtir Ieron i el temple en honor de la Icona de la Mare de Déu Redemptora».
Al centre del quadrilàter, format pels edificis del monestir, s'aixeca construït el 1888-1900 el temple principal de Sant Panteleimon del Nou Athos. Està coronat per cinc cúpules; l'alçada de la central n'és de 40 metres, la longitud del temple de 53,3 m i l'amplada de 33,7 m. Aquesta església va ser construïda en arquitectura neobizantina, ampliada amb l'arquitectura de l'Església russa de finals del segle xix - principis del segle xx. Les parets interiors van ser pintades entre el 1911 i el 1914 per mestres del llogaret Palekh de la província de Vladimir i un grup d'artistes de Moscou sota la direcció de Molov i Serebryakov. La figura que representa Maria Magdalena va ser pintada per Mikhaïl Nésterov, les pintures al fresc de Novo Athos van ser una de les últimes pintures sagrades a la Rússia prerevolucionària; al mateix temps, les seves imatges sovint són diferents dels cànons de la iconografia, que és particularment notable en la forma de Maria Magdalena i en l'escena del Judici Final. Aquest és l'edifici religiós més gran d'Abkhàzia.
Sota el campanar es troba l'antic refetor del monestir, les parets del qual estan pintades amb frescs dels famosos mestres del Volga, els germans Olovyannikov.

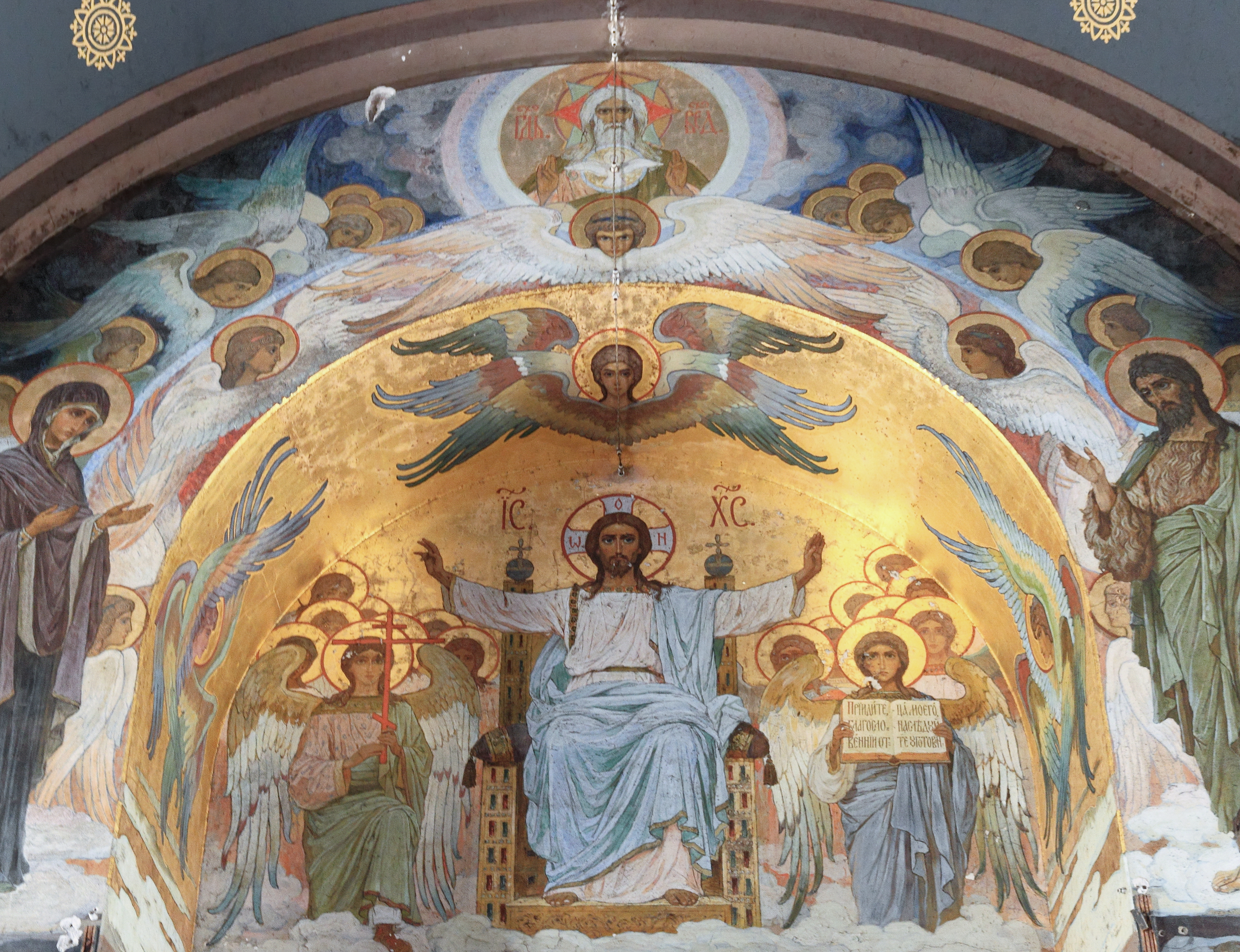
Pintures al fresc
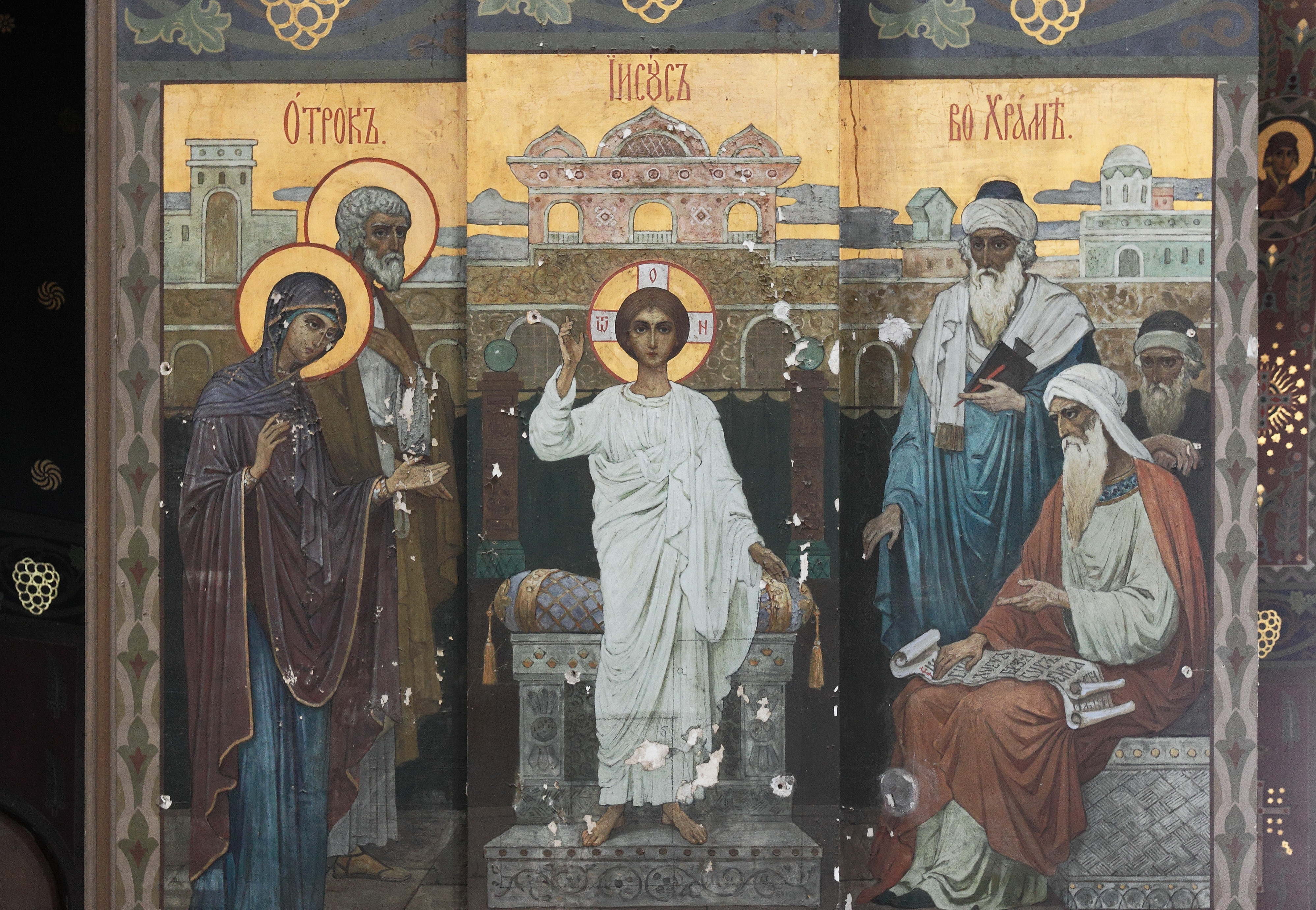
Pintures al fresc
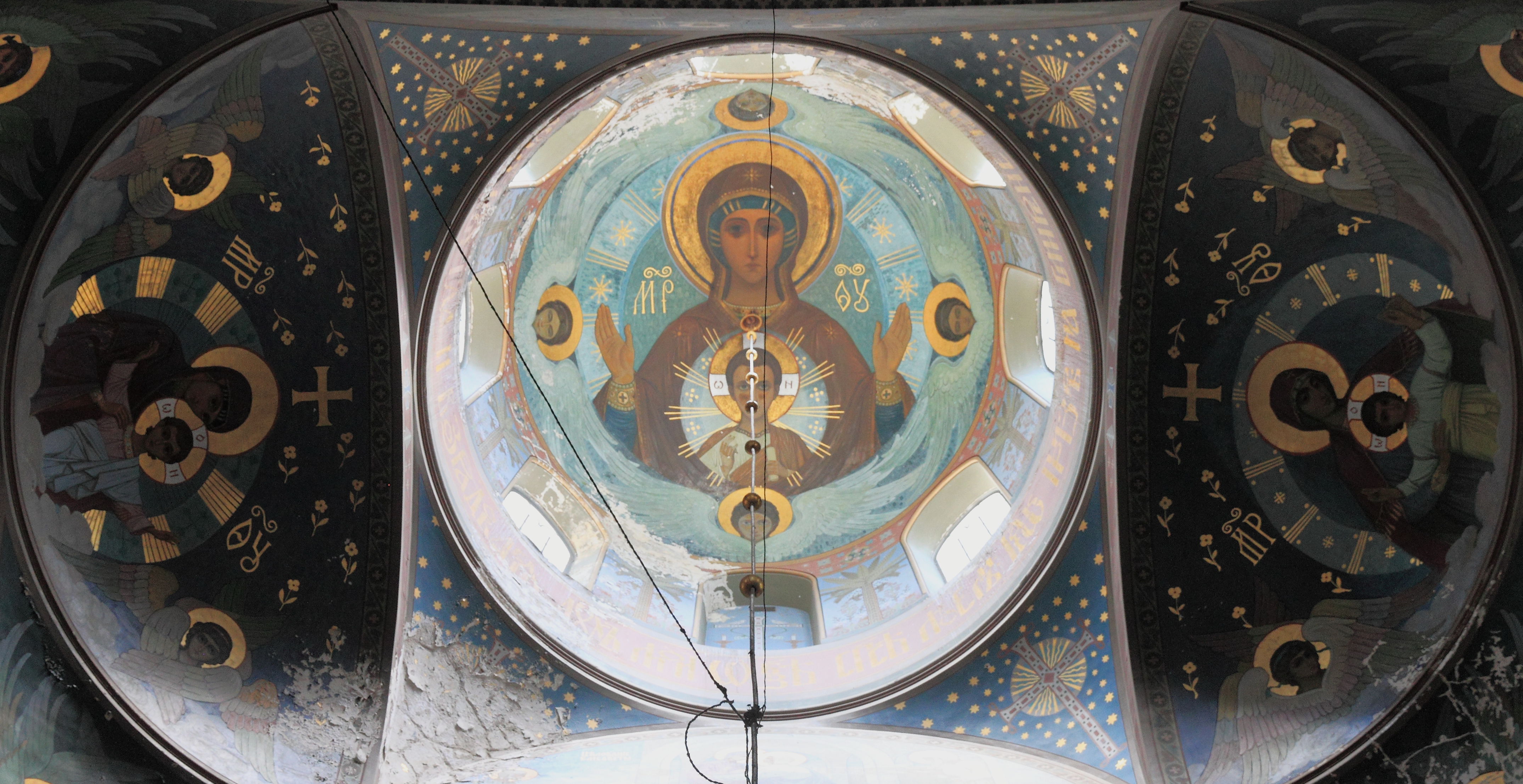
Pintures en una volta
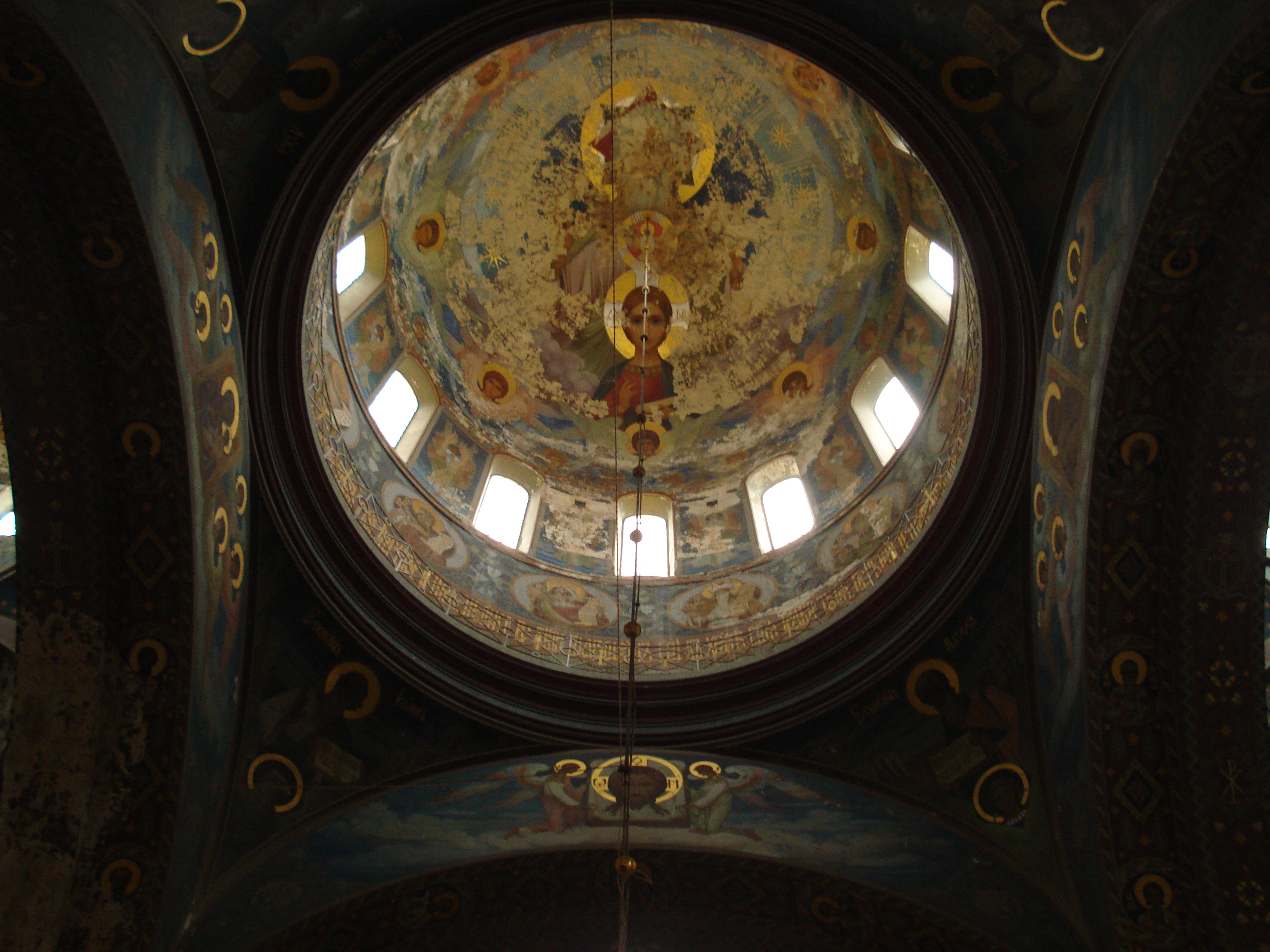
Frescs sota la cúpula